# Never for Ever
Pour un article plus général, voir Discographie et vidéographie de Kate Bush.
Albums de Kate Bush
Lionheart
(1978) The Dreaming
(1982)
Singles
1. Breathing (Face B : The Empty Bullring)
Sortie : 14 avril 1980
2. Babooshka (Face B : Ran Tan Waltz)
Sortie : 27 juin 1980
3. Army Dreamers (Face B : Delius, Passing Through Air)
Sortie : 22 septembre 1980

Never for Ever est le troisième album de Kate Bush publié le 8 septembre 1980. C'est le premier album de Kate Bush qui se classe en 1re position du classement des ventes au Royaume-Uni mais également la première fois qu'une chanteuse anglaise réussit à atteindre cette position dans le classement britannique, qui plus est directement la semaine de sa sortie. L'album est également certifié disque d'or au Royaume-Uni.
Never for Ever est le premier album commercial utilisant le Fairlight CMI.

## Singles
- Breathing, sorti le 14 avril 1980, est le premier single issu de son troisième album, cette chanson s'est classée à la 16e place du classement britannique[12].
- Babooshka, sorti le 27 juin 1980, est le deuxième single issu de son troisième album, cette chanson s'est classée à la 5e place du classement britannique[12].
- Army Dreamers, sorti le 22 septembre 1980, est le troisième et dernier single issu de son troisième album, cette chanson s'est classée à la 16e place du classement britannique[12].

## Liste des titres
Toutes les chansons sont écrites et composées par Kate Bush.
| 1.    | Babooshka               | 3:21 |
| 2.    | Delius (Song of Summer) | 2:52 |
| 3.    | Blow Away (for Bill)    | 3:35 |
| 4.    | All We Ever Look For    | 3:49 |
| 5.    | Egypt                   | 4:12 |
| 6.    | The Wedding List        | 4:16 |
| 7.    | Violin                  | 3:16 |
| 8.    | The Infant Kiss         | 2:50 |
| 9.    | Night Scented Stock     | 0:52 |
| 10.   | Army Dreamers           | 2:59 |
| 11.   | Breathing               | 5:30 |
| 37:16 |                         |      |

## Personnel
- Kate Bush, chant, chœurs, piano, claviers, Fairlight CMI, Yamaha CS-80, arrangements
- John L. Walters, Richard James Burgess : Programmation de Fairlight CMI
- Max Middleton : Fender Rhodes (1, 3, 5, 6, 10), Minimoog (5), arrangements des codes
- Duncan Mackay : Fairlight CMI (4,9)
- Michael Moran : Prophet 5 (5)
- Larry Fast : Prophet (10)
- Alan Murphy : Guitare acoustique (4), guitare électrique (1, 2, 6, 7, 8, 9, 10), solo guitare (7), basse acoustique (9)
- Brian Bath : Guitare acoustique (3,4,9), guitare électrique (1, 6, 7, 10), chœurs (6,8)
- John Giblin : Basse fretless (11), basse (1)
- Del Palmer : Basse fretless (3), basse (5-7)
- Paddy Bush : Balalaïka (1), sitar, voix basse et voix de "Delius" (2), koto (4), psaltérion (5), harmonica et scie (6), banshee (7), mandoline (9)
- Kevin Burke : Violon (7)
- Adam Skeaping : Alto (8), arrangements des cordes (8)
- Joseph Skeaping : Lire de Gambe (8), arrangements des cordes (8)
- Stuart Elliott : Batterie (1,10), Bodhran (9)
- Preston Heyman : Batterie (3, 5-7), percussions (2,3,5), chœurs (4,6)
- Synthétiseur Roland : Percussions (2)
- Morris Pert : Percussions (10), Timbales (4)
- Ian Bairnson : Chœurs de basse (2)
- Gary Hurst : Chœurs (1,4)
- Andrew Bryant : Chœurs (4)
- Roy Harper : Chœurs (11)
- Martyn Ford Orchestra : Cordes (3,6)

## Classements et certifications
| Classement (1980)              | Meilleure place |
| ------------------------------ | --------------- |
| Allemagne (Media Control AG)   | 5               |
| Australie (ARIA)               | 7               |
| Canada (Canadian Albums Chart) | 44              |
| France (SNEP)                  | 1               |
| Japon (Oricon)                 | 40              |
| Nouvelle-Zélande (RIANZ)       | 31              |
| Norvège (VG-lista)             | 2               |
| Pays-Bas (Mega Album Top 100)  | 4               |
| Royaume-Uni (UK Albums Chart)  | 1               |
| Suède (Sverigetopplistan)      | 16              |

| Pays              | Certification |
| ----------------- | ------------- |
| Allemagne (BVMI)  | Or            |
| Canada (CRIA)     | Platine       |
| France (SNEP)     | Or            |
| Pays-Bas (NVPI)   | Or            |
| Royaume-Uni (BPI) | Or            |